# Madsen (machinegeweer)

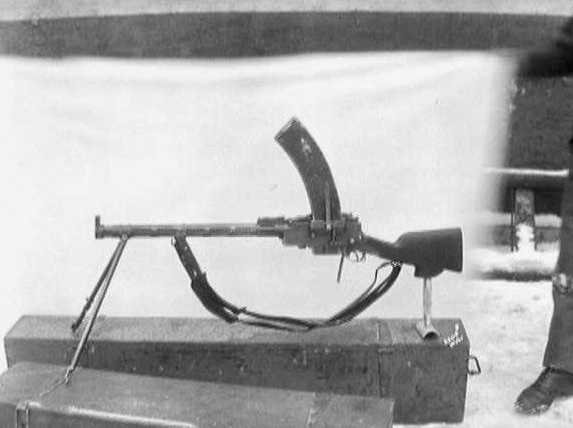
Madsen MG

De Madsen is een lichte mitrailleur ontworpen door de Denen Vilhelm Madsen (1844-1917) en Julius Rasmussen (1838-1908).
De Madsen was bijzonder omdat hij als een van de weinige machinegeweren een magazijn had dat boven op het wapen was geplaatst, vergelijkbaar met de Britse Bren LMG.

## Ontstaan
Toen het geweer door het Deense ministerie van Oorlog goedgekeurd was, werd het ter beschikking gesteld aan de cavalerie onder de naam Madsen, naar de minister van Oorlog, kolonel Vilhelm Herman Oluf Madsen. Daarna werd het machinegeweer, net als alle andere wapens, in een klein aantal gekocht. De Madsen bleek even goed als de Noorse lichte machinegeweren die in massaproductie waren gebracht tegen de invasie van Duitsland.
Het herlaadmechanisme was ontleend aan dat van de Martini-Henry, een Brits standaardgeweer lang voor de Eerste Wereldoorlog. De Deense minister van Oorlog hield de productie van de Madsen niet alleen voor zichzelf maar verkocht ook wapens aan landen als Estland, Letland, Litouwen en Polen, die zich ook voorbereidden op een mogelijke aanval van Duitsland. Enkele machinegeweren vonden hun weg naar Duitsland, waar het idee werd gekopieerd en aangepast om een patroonband te gebruiken in plaats van een magazijn.
Sedert 1915 was bij het KNIL de geweermitrailleur Madsen in gebruik en later kwam daar nog een korte versie bij: de karabijnmitrailleur Madsen. Beide genoemde wapens waren ingericht voor de Nederlandse patroon 6,5 x 53 R.

## Technische gegevens
| Naam          | Madsen LMG                                                                 |
| Type          | Licht machinegeweer                                                        |
| Ontworpen     | 1896                                                                       |
| Fabrikant     | Dansk Rekyl Riffel Syndikat A/S, Denemarken                                |
| Periode       | 1902-                                                                      |
| Landen        | Denemarken, Estland, Letland, Litouwen, Polen, Duitsland, Nederland (KNIL) |
| Oorlogen      | Russisch-Japanse Oorlog, Chaco-oorlog, Eerste en Tweede Wereldoorlog e.a.  |
| Vuursysteem   | Automatisch                                                                |
| Kaliber       | 7,92 mm, 6,5 mm enz.                                                       |
| Gewicht       | 9 kg                                                                       |
| Totale lengte | 1145 mm                                                                    |
| Loop          | 58 cm                                                                      |
| Munitie       | 7,92 x 57 mm Mauser; 6,5 x 55 Noorwegen; 6,5 x 53 R Nederland              |
| Magazijn      | 25, 30, 40 patronen                                                        |
| Vuursnelheid  | 450 schoten/minuut                                                         |